# HD 203784
HD 203784，又名BD+36 4537，SAO 71276、HR 8189，是一颗恒星，视星等为6.58，位于銀經83.58，銀緯-9.1，其B1900.0坐标为赤經21h 19m 19.9s，赤緯+36° -9.1′ 38″。